# Argia sedula
Argia sedula är en trollsländeart som först beskrevs av Hagen 1861.  Argia sedula ingår i släktet Argia och familjen dammflicksländor. Inga underarter finns listade i Catalogue of Life.

## Bildgalleri

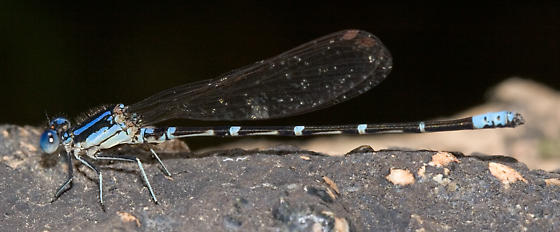
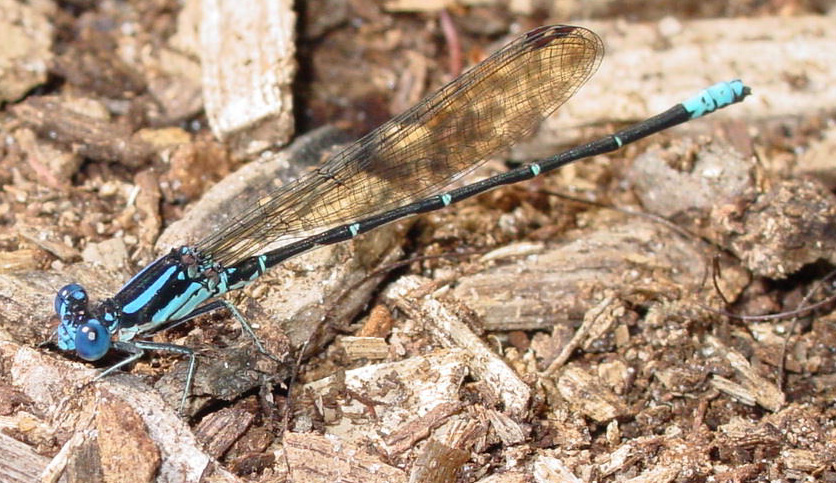